# Глубокое (озеро, Московская область)
Глубо́кое (до XVIII века — Монастырское) — озеро в Рузском городском округе Московской области России.

## Гидрография
Озеро Глубокое находится среди глухих, заболоченных лесов Рузского городского округа. Его площадь составляет около 59 гектаров (по другим данным — 56 га и 48 га), глубина достигает 32 метров. Вода чистая. До 1970-х годов вода в озере имела желтоватый цвет, однако после строительства системы водосборных каналов, расположенных вокруг озера, вода стала прозрачной, но уровень воды в озере при этом понизился. На дне озера обнаружены голубые глины и валуны, которые свидетельствуют о его ледниковом происхождении. Характерная особенность озера — заболоченные берега. Из озера вытекает река Малая Истра. Температура в придонных слоях воды весьма постоянна в течение года и составляет 4—6 °C.
На озере размещается гидробиологическая станция Института проблем экологии и эволюции им. А. Н. Северцова РАН.

## Биология
В Глубоком обитают щука, окунь, ёрш, лещ, плотва, линь, уклейка, золотой карась, верховка, вьюн, ротан, налим, а также 52 вида микроскопических рачков и как минимум один вид крупных раков, найденных на глубине до 4 метров.
Прибрежная растительность состоит из тростника и хвоща.